# Isn't She Lovely
"Isn't She Lovely" é uma canção de Stevie Wonder, de seu álbum de 1976 Songs in the Key of Life. Celebra o nascimento de sua filha,  Aisha. Há três versos, cada um terminando com a frase "isn't she lovely, made from love" (ou "so very lovely..."). A canção se inicia com o som de uma criança chorando e termina com o som de Aisha ainda bebê. A versão para rádio não tem o som do choro do bebê e tem um final muito mais curto.
Nathan Watts disse em uma entrevista que ele, originalmente, tinha gravado uma linha de baixo para a canção, mas Wonder a substitui com sua própria linha de baixo feita em teclado para a versão final.
Stevie Wonder apresentou a canção ao vivo para Rainha Elizabeth II em seu Diamond Jubilee Concert em 4 de junho de 2012, com letra modificada em referência à Rainha.

## O álbum
A canção, musicalmente construída com mudança de acordes, é considerada um exemplo de fusão entre o jazz e o pop. Embora a canção tenha sido muito popular e ter tocado extensivamente nas rádios, não alcançou a parada Billboard Hot 100 porque Stevie Wonder não permitiu que a  Motown lançasse a canção em 45 RPM. A canção entrou na parada Adult Contemporary da revista Billboard como faixa de álbum, ficando no top 40 em 8 de janeiro de 1977, ficando lá por cinco semanas e atingindo como pico o número 23.

## Músicos
- Stevie Wonder – Vocais, gaita,  Fender Rhodes, bass synth, bateria
- Greg Phillinganes – teclados

## Chart history
| Artista                     | UK                | U.S. Billboard | U.S. Billboard | Austrália |
| --------------------------- | ----------------- | -------------- | -------------- | --------- |
| Artista                     | Parada de singles | Hot 100 1      | AC             | (1976)    |
| Stevie Wonder               | 94                | —              | 23             | 116       |
| David Parton                | 4                 | —              | —              | —         |
| Jimmy Higham & Jon Walmsley | 41                | —              | —              | —         |